# Gary Tinterow
Gary Tinterow (* 1953 in Louisville (Kentucky)) ist ein amerikanischer Kunsthistoriker. Er leitet seit 2012 das Museum of Fine Arts, Houston.

## Leben
Gary Tinterow kam als Sohn des Violinisten Bobby Tinterow und seiner Frau Dariece W. Tinterow zur Welt. Sein Bruder Chaya Tinterow  ist ebenfalls Musiker und Gary Tinterow spielt in seiner Freizeit Cembalo. Seine Cousine Ann Richards war von 1991 bis 1995 Gouverneurin von Texas. Tinterows Mutter verband eine Freundschaft mit der Kunstsammlerin Audrey Jones Beck, deren Kunstwerke er in ihrem Haus in Houston kennen lernte. Ebenso sah er schon in seiner Jugend die ebenfalls in seiner Heimatstadt befindliche Privatsammlung von Dominique de Ménil.
Tinterow besuchte bis 1972 die Bellaire High School in Bellaire (Texas). Anschließend studierte er bis 1976 Kunstgeschichte an der Brandeis University und danach Kunstgeschichte und Museologie an der Harvard University, wo er das Studium 1983 abschloss. Zudem besitzt er seit 2008 ein Diplom des Center for Curatorial Leadership der Columbia University-Business School.
Seine berufliche Laufbahn begann Tinterow als Kuratorenassistent an verschiedenen Museen im In- und Ausland. Hierzu gehörte das Rose Art Museum der Brandeis University, wo er später selbst als Kurator wirkte und das Fogg Art Museum, wo er in der Abteilung für Arbeiten auf Papier assistierte. Darüber hinaus war er am Israel Museum in Jerusalem tätig und arbeitete als Gastkurator an der Tate Gallery in London. Eine weitere Station war zudem das Museum of Fine Arts in Houston, wohin er mehrere Jahrzehnte später als Direktor zurückkehren sollte.
1983 begann Tinterow seine Arbeit als Kurator für europäische Malerei am Metropolitan Museum of Art in New York. Hier spezialisierte er sich auf die Kunst des 19. und frühen 20. Jahrhunderts. In der Folgezeit war er maßgeblich an der Konzeption von bedeutenden Ausstellungen beteiligt. Hierzu gehörten Retrospektiven zum Werk der Maler Edgar Degas (1988), Georges Seurat (1991), Jean-Baptiste Camille Corot (1996), Jean-Auguste-Dominique Ingres (1999) und Anne Louis Girodet-Trioson (2006). Weiterhin zeigte er Ausstellungen zu bedeuten Sammlungen, wie denen von Louisine W. Havemeyer (1993), der Privatsammlung von Degas (1997) und der Sammlung von Leo und Gertrude Stein (2012). Weitere Ausstellungen widmeten sich den Ursprüngen des Impressionismus (1994), der französischen und englischen Malerei der Romantik (2003) und dem Einfluss der Spanischen Malerei auf die französische Kunst (2003).
2004 kam es zur Zusammenlegung der Abteilungen für Kunst des 19. Jahrhunderts mit den Bereichen für Kunst der Moderne und Zeitgenössische Kunst. 2008 wurde er Direktor dieser Abteilung (Engelhard Chairman of the Department of Nineteenth-Century, Modern and Contemporary Art). Es folgten Ausstellungen zu Tony Oursler (2005), Santiago Calatrava (2005), Kara Walker (2006), Neo Rauch (2007), den Textilarbeiten von Henri Matisse (2005), dem Kunsthändler Ambroise Vollard (2006) und eine Retrospektive zu Francis Bacon (2009). Die Ausstellung mit Werken von Pablo Picasso (2010) gehörte mit rund 700.000 Besuchern zu den erfolgreichsten Ausstellungen des Museums. Einige dieser Ausstellungen entstanden in Zusammenarbeit mit anderen Museen und wurde auch in anderen Häusern gezeigt. Tinterow gehörte zu den Mitinitiatoren der so genannten On the Roof-Ausstellungen. Hierbei werden seit 2005 jeweils für eine Dauer von sechs Monaten Skulpturen auf einer Dachterrasse des Metropolitan Museum gezeigt. In dieser beim Publikum besonders erfolgreichen Ausstellungsreihe waren beispielsweise Arbeiten von Frank Stella (2006), Cai Guo-Qiang (2007), Jeff Koons (2008) und Roxy Paine (2009) und Anthony Caro (2011) zu sehen. In Berlin war er maßgeblich beteiligt an der Ausstellung Die schönsten Franzosen kommen aus New York, die 2007 französische Meisterwerke des 19. Jahrhunderts aus der Sammlung des Metropolitan Museums zeigte.
In die Amtszeit von Tinterow fielen zahlreiche bedeutende Neuerwerbungen von Kunstwerken. Hierzu gehörten Gemälde des 19. Jahrhunderts von Edgar Degas, Eugène Delacroix, Théodore Géricault, Georges Seurat, Édouard Manet und Vincent van Gogh. Im Bereich der modernen und zeitgenössischen Kunst erwarb das Museum in seiner Amtszeit Werke Stanley Spencer, Robert Rauschenberg und George Condo, sowie Skulpturen von Barbara Hepworth, Jean Tinguely und Anish Kapoor.
Seit Januar 2012 ist Tinterow Direktor des Museum of Fine Arts in Houston. Darüber hinaus war er Gründungspräsident der Association of Art Museum Curators, einem Zusammenschluss US-amerikanischer Museumskuratoren.

## Auszeichnungen
- 2000: Ritter der französischen Ehrenlegion
- 2013: Officier des Arts et Lettres[1]